# Laggan Bay
Die Laggan Bay ist eine Meeresbucht der schottischen Insel Islay. Es handelt sich um eine Nebenbucht von Loch Indaal. An der Laggan Bay befindet sich der Flugplatz Islays.

## Geographie
Die Laggan Bay erstreckt sich im Süden der Insel zwischen dem Kap Rubha Mor auf der Halbinsel Oa und Laggan Point im Norden. Die weite, etwa acht Kilometer lange Bucht öffnet sich nach Südwesten und bietet keinen Schutz vor dem Atlantischen Ozean. Entlang der Bucht verläuft beinahe auf gesamter Länge ein Sandstrand. Im Norden, etwa einen Kilometer östlich von Laggan Point, mündet mit dem Laggan der längste Fluss Islays in Laggan Bay.

## Schiffsunglücke
In der Laggan Bay liefen im 19. Jahrhundert mehrere Schiffe auf Grund. Die Jessie Robertson mit Heimathafen Wick strandete dort am 29. Januar 1851 auf ihrem Weg von St Margaret’s Hope auf den Orkneyinseln ins nordirische Derry. Am 23. Januar 1866 lief die Roscoe auf ihrer Fahrt von New Orleans nach Liverpool in Laggan Bay auf Grund. In den folgenden Tagen brach das Schiff. Teile der Fracht von Zedernholz und Baumwolle konnten gerettet werden, ebenso die Passagiere. Der Schoner Nations mit Heimathafen Irvine ankerte von Derry kommend in der Nacht des 7. März 1871 in Laggan Bay, wurde jedoch auf Grund getrieben.